# The Plaza Group
The Plaza Group (“Plaza”) is een particuliere, onafhankelijke internationale investeringsmaatschappij,  opgericht door Louis Reijtenbagh, die investeert in verschillende vermogenscategorieën waaronder publieke effecten, private equity en litigation funding.

## Geschiedenis en activiteiten
Plaza werd opgericht in 1985 door Louis Reijtenbagh en fungeert als de investeringsarm van Plaza S.A.M., een single-family-office opgericht in Monaco met bijkomende activiteiten in Luxemburg, New York en Hongkong.
Het bedrijf beheert drie primaire beleggingsportefeuilles: publieke effecten, private equity en litigation funding.

## Oprichter en Chief Executive Officer
Nederlandse zakenman en investeerder Louis Reijtenbagh is bestuursvoorzitter van The Plaza Group. Reijtenbagh, opgegroeid in Nederland, behaalde een diploma geneeskunde van de Radboud Universiteit in Nijmegen in 1975. Later, werd hem een studiebeurs van het Fulbright Program toegekend die het hem mogelijk maakte om cardiologie te studeren aan de Northwestern University in Chicago. Tijdens zijn studie werkte Reijtenbagh vrijwillig in het Acworth Leprosy Hospital in Mumbai en runde een eigen huisartsenpraktijk in Almelo tot 1990 en is sindsdien al huisarts gepensioneerd.